# Puutli
Koordinaten: 57° 48′ N, 27° 16′ O
Puutli ist ein Dorf (estnisch küla) in der estnischen Landgemeinde Võru (bis 2017 Vastseliina) im Kreis Võru.

## Lage und Geschichte
Puutli hat 18 Einwohner (Stand: 1. Januar 2004). Das Dorf liegt 140 m über dem Meeresspiegel.
1935 wurde die orthodoxe Kirche von Puutli für russische Einwandererfamilien errichtet, die sich in Puutli niedergelassen hatten. Die Holzkirche wurde von elf Familien gemeinsam errichtet. Im Inneren ist sie mit zahlreichen Verzierungen und Ikonen geschmückt. Hinter der Kirche befindet sich ein kleiner Friedhof. Die Kirche wurde bis zum Beginn des Zweiten Weltkriegs regelmäßig für Gemeindegottesdienste benutzt. Heute untersteht sie der Estnisch Apostolisch-Orthodoxen Kirche (Eesti Apostlik-Õigeusu Kirik). Das Gotteshaus ist dem Heiligen Nikolaus geweiht.

## Waldbrüder
1989 wurde bei Puutli ein Denkmal für die „Waldbrüder“ (estnisch metsavennad) eingeweiht. Als Waldbrüder bezeichnet man estnische Partisanen, die nach der sowjetischen Besetzung Estlands 1944 noch bis in die 1960er Jahre gegen die Besatzungstruppen weiterkämpften.
In einem Bunker in dem unwegsamen Waldgebiet versteckten sich bis 1953 fünf Männer und drei Frauen, die den Waldbrüdern angehörten. Sie wurden am 29. März 1953 von sowjetischen Truppen aufgespürt. Bei dem anschließenden Feuergefecht kamen die meisten ums Leben, die anderen töteten sich selbst. Für diese acht Waldbrüder wurde im Wald ein Erinnerungsstein errichtet. Auf einer Gedenktafel sind die Namen der Gefallenen zu lesen.